# Lidia Ivanova
Pour les articles homonymes, voir Ivanova.
Lidia Gavrilovna Ivanova, née Kalinina le 27 janvier 1937 à Moscou, est une gymnaste artistique soviétique.
Elle est la femme du footballeur Valentin Kozmitch Ivanov et la mère de l'arbitre Valentin Valentinovitch Ivanov.

## Palmarès

### Jeux olympiques
- Melbourne 1956
  -  médaille d'or au concours par équipes
  -  médaille de bronze aux exercices d'ensemble avec agrès portatifs par équipes
- Rome 1960
  -  médaille d'or au concours par équipes

### Championnats du monde
- Moscou 1958
  -  médaille d'or au concours par équipes
  -  médaille d'argent au saut de cheval
- Prague 1962
  -  médaille d'or au concours par équipes